# Eparchie něrčinská
Eparchie Něrčinsk je eparchie ruské pravoslavné církve nacházející se v Rusku.

## Území a titul biskupa
Zahrnuje správní hranice území Aginského, Alexandrovo-Zavodského, Balejského, Borzinského, Gazimuro-Zavodského, Duldurginského, Zabajkalského, Kalganského, Kalarského, Karymského, Krasnokamenského, Mogojtujského, Mogočinského, Něrčinského, Něrčinsko-Zavodského, Olovjanninského, Ononského, Priargunského, Sretěnského, Tungiro-Oljokminského, Tungokočenského, Černyševského, Šelopuginského a Šilkinského rajónu Zabajkalského kraje.
Eparchiálnímu biskupovi náleží titul biskup něrčinský a krasnokamenský.

## Historie
Historicky na tomto území rozšířily pravoslaví především sibiřští Kozáci a to v 17. století kdy bylo Zabajkalsko připojeno k ruskému státu. Území Sibiře se stalo součástí tobolské metropole, založené v září roku 1620.
V prosinci 1706 byl zřízen irkutsko-něrčinský vikariát tobolské metropole. Prvním vikářem se stal biskup Varlaam (Kossovskij). Roku 1727 byla zřízena samostatná irkutsko-něrčinská eparchie. Prvním eparchiálním biskupem se stal biskup Innokentij (Kulčickij). Titul biskup irkutský a něrčinský se používal až do roku 1894. Od roku 1862 bylo toto území zapsáno jako součást selenginského vikariátu irkutsko-něrčinské eparchie.
Dne 12. března 1894 schválil car Alexandr III. Alexandrovič rozhodnutí Nejsvětějšího synodu o zřízení zabajkalské eparchie se sídlem ve městě Čita, poté přejmenované na eparchii čitskou.
Dne 25. prosince 2014 byla rozhodnutím Svatého synodu zřízena samostatná něrčinská eparchie oddělením území z eparchie čitské. Stala se součástí nově vzniklé zabajkalské metropole.
Prvním eparchiálním biskupem se stal igumen Dimitrij (Jelisejev), duchovní čitské eparchie.

## Seznam biskupů
- 2014–2015 Vladimir (Samochin), dočasný administrátor
- 2015–2016 Dimitrij (Jelisejev)
- 2016–2017 Dimitrij (Jelisejev), dočasný administrátor
- 2017–2019 Aksij (Lobov)
- 2019–2024 Dimitrij (Jelisejev), dočasný administrátor
- od 2024 Makarij (Muminov)